# Patching
Patching est un village et une paroisse civile du Sussex de l'Ouest, en Angleterre. Il est situé à 6 km à l'est de la ville d'Arundel. Administrativement, il relève du district d'Arun. Au recensement de 2011, il comptait 259 habitants.